# 1830 Pogson
1830 Pogson este un asteroid din centura principală, descoperit pe 17 aprilie 1968, de Paul Wild.